# Pyrostria brunnescens
Pyrostria brunnescens är en måreväxtart som först beskrevs av William Grant Craib, och fick sitt nu gällande namn av Utteridge och Aaron Paul Davis. Pyrostria brunnescens ingår i släktet Pyrostria och familjen måreväxter. Inga underarter finns listade i Catalogue of Life.